# Belgische ijshockeyploeg (mannen)

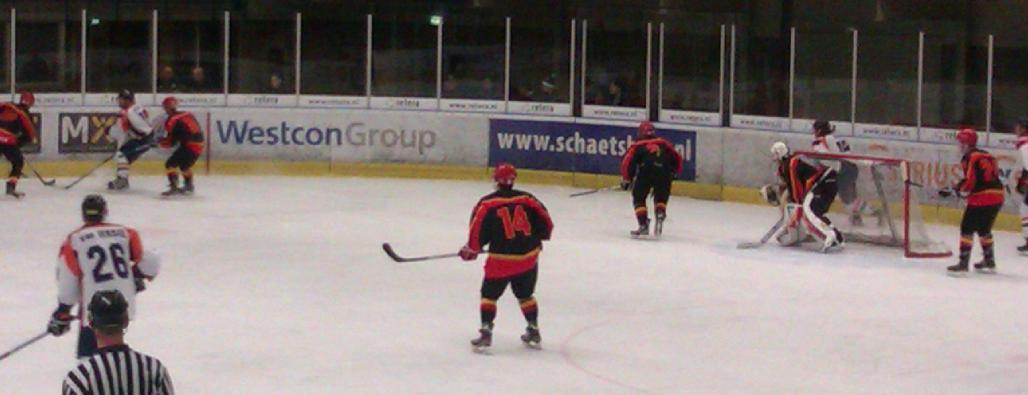
Belgische nationale ijshockeyploeg tijdens een interland tegen Nederland in Eindhoven in 2013

De Belgische ijshockeyploeg speelde zijn eerste interland op 4 maart 1905 en de tegenstander was Frankrijk. De Belgen wonnen de wedstrijd in Brussel met 3-0.
België was in de beginjaren van het ijshockey een gevreesde tegenstander en het hoogtepunt kwam er op 26 februari 1913 toen de Belgische ijshockeyploeg zich in München, Duitsland tot Europees kampioen kroonde. In de Belgische ploeg stond Henry Van den Bulcke, die zowel voorzitter van Brussels (de voorloper van de huidige ijshockeyclub Brussels Capitals), als van de Belgische en internationale ijshockeybond was.
Antwerpen had de eer om tijdens de Olympische Zomerspelen van 1920 het ijshockey te verwelkomen als olympische sport. Dat gebeurde in het IJspaleis aan de Van Heurckstraat. België eindigde op de zevende plaats.
De Belgische ijshockeyploeg liet in 1927 voor het laatst een opmerkelijk resultaat optekenen toen het tweede werd op het Europees kampioenschap in Oostenrijk. Het gastland won de finale in Wenen met 1-0.
Tegenwoordig zit de Belgische ijshockeyploeg voor het Wereldkampioenschap in divisie II. Op het wereldkampioenschap in april 2024 won België zijn reeks in afdeling IIB na winst in de laatste wedstrijd tegen Georgië, nadat het ook alle andere wedstrijden winnend kon afsluiten. Hierdoor dwong de Belgische ijshockeyploeg de promotie af naar divisie IIA, waarin het sedertdien vertoeft.

## Olympische Spelen
| Jaar | Plaats              | WG                  | W                   | G                   | V                   | PV                  | PT                  |
| ---- | ------------------- | ------------------- | ------------------- | ------------------- | ------------------- | ------------------- | ------------------- |
| 1920 | 7                   | 1                   | 0                   | 0                   | 1                   | 0                   | 8                   |
| 1924 | 7                   | 3                   | 0                   | 0                   | 3                   | 8                   | 45                  |
| 1928 | 8                   | 3                   | 1                   | 0                   | 2                   | 9                   | 10                  |
| 1932 | Niet gekwalificeerd | Niet gekwalificeerd | Niet gekwalificeerd | Niet gekwalificeerd | Niet gekwalificeerd | Niet gekwalificeerd | Niet gekwalificeerd |
| 1936 | 13                  | 3                   | 0                   | 0                   | 3                   | 4                   | 20                  |
| 1948 | Niet gekwalificeerd | Niet gekwalificeerd | Niet gekwalificeerd | Niet gekwalificeerd | Niet gekwalificeerd | Niet gekwalificeerd | Niet gekwalificeerd |
| 1952 | Niet gekwalificeerd | Niet gekwalificeerd | Niet gekwalificeerd | Niet gekwalificeerd | Niet gekwalificeerd | Niet gekwalificeerd | Niet gekwalificeerd |
| 1956 | Niet gekwalificeerd | Niet gekwalificeerd | Niet gekwalificeerd | Niet gekwalificeerd | Niet gekwalificeerd | Niet gekwalificeerd | Niet gekwalificeerd |
| 1960 | Niet gekwalificeerd | Niet gekwalificeerd | Niet gekwalificeerd | Niet gekwalificeerd | Niet gekwalificeerd | Niet gekwalificeerd | Niet gekwalificeerd |
| 1964 | Niet gekwalificeerd | Niet gekwalificeerd | Niet gekwalificeerd | Niet gekwalificeerd | Niet gekwalificeerd | Niet gekwalificeerd | Niet gekwalificeerd |
| 1968 | Niet gekwalificeerd | Niet gekwalificeerd | Niet gekwalificeerd | Niet gekwalificeerd | Niet gekwalificeerd | Niet gekwalificeerd | Niet gekwalificeerd |
| 1972 | Niet gekwalificeerd | Niet gekwalificeerd | Niet gekwalificeerd | Niet gekwalificeerd | Niet gekwalificeerd | Niet gekwalificeerd | Niet gekwalificeerd |
| 1976 | Niet gekwalificeerd | Niet gekwalificeerd | Niet gekwalificeerd | Niet gekwalificeerd | Niet gekwalificeerd | Niet gekwalificeerd | Niet gekwalificeerd |

| Jaar   | Plaats              | WG                  | W                   | G                   | V                   | PV                  | PT                  |
| ------ | ------------------- | ------------------- | ------------------- | ------------------- | ------------------- | ------------------- | ------------------- |
| 1980   | Niet gekwalificeerd | Niet gekwalificeerd | Niet gekwalificeerd | Niet gekwalificeerd | Niet gekwalificeerd | Niet gekwalificeerd | Niet gekwalificeerd |
| 1984   | Niet gekwalificeerd | Niet gekwalificeerd | Niet gekwalificeerd | Niet gekwalificeerd | Niet gekwalificeerd | Niet gekwalificeerd | Niet gekwalificeerd |
| 1988   | Niet gekwalificeerd | Niet gekwalificeerd | Niet gekwalificeerd | Niet gekwalificeerd | Niet gekwalificeerd | Niet gekwalificeerd | Niet gekwalificeerd |
| 1992   | Niet gekwalificeerd | Niet gekwalificeerd | Niet gekwalificeerd | Niet gekwalificeerd | Niet gekwalificeerd | Niet gekwalificeerd | Niet gekwalificeerd |
| 1994   | Niet gekwalificeerd | Niet gekwalificeerd | Niet gekwalificeerd | Niet gekwalificeerd | Niet gekwalificeerd | Niet gekwalificeerd | Niet gekwalificeerd |
| 1998   | Niet gekwalificeerd | Niet gekwalificeerd | Niet gekwalificeerd | Niet gekwalificeerd | Niet gekwalificeerd | Niet gekwalificeerd | Niet gekwalificeerd |
| 2002   | Niet gekwalificeerd | Niet gekwalificeerd | Niet gekwalificeerd | Niet gekwalificeerd | Niet gekwalificeerd | Niet gekwalificeerd | Niet gekwalificeerd |
| 2006   | Niet gekwalificeerd | Niet gekwalificeerd | Niet gekwalificeerd | Niet gekwalificeerd | Niet gekwalificeerd | Niet gekwalificeerd | Niet gekwalificeerd |
| 2010   | Niet gekwalificeerd | Niet gekwalificeerd | Niet gekwalificeerd | Niet gekwalificeerd | Niet gekwalificeerd | Niet gekwalificeerd | Niet gekwalificeerd |
| 2014   | Niet gekwalificeerd | Niet gekwalificeerd | Niet gekwalificeerd | Niet gekwalificeerd | Niet gekwalificeerd | Niet gekwalificeerd | Niet gekwalificeerd |
| 2018   | Niet gekwalificeerd | Niet gekwalificeerd | Niet gekwalificeerd | Niet gekwalificeerd | Niet gekwalificeerd | Niet gekwalificeerd | Niet gekwalificeerd |
| 2022   | Niet gekwalificeerd | Niet gekwalificeerd | Niet gekwalificeerd | Niet gekwalificeerd | Niet gekwalificeerd | Niet gekwalificeerd | Niet gekwalificeerd |
| Totaal | 4/24                | 10                  | 1                   | 0                   | 9                   | 21                  | 83                  |